# 桂佐ん吉
桂 佐ん吉（かつら さんきち、1983年12月23日 - ）は、日本の落語家。本名は黒田 周作（くろだ しゅうさく）。所属事務所は米朝事務所。上方落語協会会員。

## 来歴
大阪府大阪市出身。大阪府立東住吉高等学校芸能文化科卒業。幼少期に両親が『枝雀寄席』（ABCテレビ）を録画していたことにより演芸に興味を持ち、『素人名人会』（MBSテレビ）に2度出演。その後桂吉朝の落語を生で見たことでファンになり、2001年9月に吉朝に入門。2002年3月、太融寺での「吉朝学習塾」にて初舞台。特技の剣玉は初段の腕前。

## 出演
- 茶屋町MBS劇場（2015年2月14日、MBSラジオ） - トークコーナー「茶屋町柏木亭」の1本目（同日は同コーナーを2本放送）に出演。
- 初笑い東西寄席2016（2016年1月3日、NHK総合テレビ） - NHK新人落語大賞の優勝特典として出演。
- NEXTをさがせ!火曜日『南天・佐ん吉の落語家の出番です!』（ABCラジオ） - 桂南天とのコンビでパーソナリティを担当。
- 征平・吉弥の土曜も全開!!（2022年2月19日、ABCラジオ） - 兄弟子である桂吉弥の代役としてパーソナリティを担当。
- 鉄瓶・佐ん吉のコロコロラジオ。（2024年10月 - 、ABCラジオ） - 笑福亭鉄瓶とのコンビでパーソナリティを担当。
- 竹内弘一のなにがナンでも！（2025年8月9日、ABCラジオ）-桂南光のスペシャルピンチヒッターとしてパーソナリティを担当。

## 受賞歴
- 第66回文化庁芸術祭賞新人賞
- 平成26年なにわ芸術祭新人奨励賞
- 平成27年度NHK新人落語大賞[2]
- 平成28年度咲くやこの花賞[3]
- 第14回繁昌亭大賞奨励賞[4]
- 令和元年度国立演芸場花形演芸大賞金賞[5]